# Воронежська-Молодіжна
Воро́нежська-Молоді́жна (рос. Воронежская-Молодёжная) — селище у складі Тальменського району Алтайського краю, Росія. Входить до складу Староперуновської сільської ради.

## Населення
Населення — 149 осіб (2010; 182 у 2002).
Національний склад (станом на 2002 рік):
- росіяни — 94 %